# Diplotoma capito
Diplotoma capito es una especie de coleóptero de la familia Zopheridae.

## Distribución geográfica
Habita en las Seychelles.